# Guitega (província)
Guitega (em rundi: Gitega) é uma província do Burundi. Sua capital é a cidade de Guitega, também capital do país.

## Comunas
Guitega está dividida em 11 comunas:
- Bugendana
- Bukirasazi
- Buraza
- Giheta
- Gishubi
- Guitega
- Itaba
- Makebuko
- Mutaho
- Nyanrusange
- Ryansoro

## Demografia
| 2001    | 2011    |
| 650.157 | 797.554 |